# Временный Вознесенский собор
Временный деревянный Вознесенский кафедральный собор  —  православный храм в городе Новочеркасске Ростовской области. Действовал с 1805 по 1904 год во время строительства каменного Вознесенского кафедрального собора.

## История
В июне 1805 году на месте нынешнего кожно-венерологического диспансера на площади Ермака крестьянин Дмитрий Петров начал строить деревянную часовню-храм. К 30 мая 1805 года часовня-храм с пристроенным алтарем была готова к осмотру приехавшим на Дон Епископом Воронежским и Черкасским Арсением. В этой часовне 30 мая 1805 года состоялась торжество по закладке и освящению находящегося рядом места под строительство соборного храма Вознесения Христова.
Временная деревянная церковь строилась по проекту донского инженер-капитана Ефимова и под присмотром протоиерея из Черкасска Алексея Оридовского. Церковь представляла собой деревянную часовню на 4-х столбах. Внутри церковь была обшита досками, окрашенными в белый цвет. Крыша и деревянный забор у храма окрасили в зелёный цвет.
Эта деревянная часовня-храм стала с 18 мая 1805 года основанием для временного деревянного Вознесенского собора. До 1809 года этот храм была единственной церковью в городе. После нее в Новочеркасске появились деревянные молитвенные дома Троицкий и Александровский, деревянная Димитриевская (кладбищенская) церковь. 8 октября 1809 года в Вознесенском храме устроили и освятили придел в честь иконы Божией Матери Одигитрии.
В 1811 году около собора деревянного храма начали строить каменный Войсковой Вознесенский собор. Строительство каменного собора тянулось до 1905 года. Все эти годы функции Войскового собора выполнял временный деревянный Вознесенской собор. Временная деревянная церковь за 99 лет своего существования неоднократно перестаивалась, перекрашивалась, ремонтировалось, сносились и вновь строились приделы, устанавливались и разбирались колокольни.
В 1813 году из Старочеркасского Воскресенского (бывшего Войскового) собора в Новочеркасск привезли башенные часы. Их сначала установили на соборной деревянной колокольне, которая была построена в 1810 году. Обветшавшие опорные столбы Вознесенского храма в 1822 году были заменены на новые. В 1826 году при деревянном соборе соорудили деревянное караульное здание. В том же 1826 году Войсковой Наказной Атаман И. А. Андрианов поднял вопрос о необходимости освидетельствования и ремонта деревянного Вознесенского собора. Средства были выделены, на них был сделан ремонт.
5 апреля 1829 году на Дону была открыта самостоятельная Донская епархия с местопребыванием архиерея в Новочеркасске, а деревянный Вознесенский собор получил название кафедрального. Высочайшим Указом от 23 августа 1830 года деревянный Вознесенский кафедральный собор стал местопребыванием Высокопреосвященного Афанасия, Архиепископа Новочеркасского и Георгиевского. Архиепископ Афанасий распорядился провести освидетельствование собора. Согласно проведённому описанию 1830 года временный деревянный Вознесенский собор имел покрытый листовым железом купол, нижний корпус храма был выполнен из соснового теса. Кровля и кресты были окрашены зеленой краской, а стены окрашены белой краской.
12 ноября 1833 года в храме вновь проводился ремонт, после чего временный деревянный Вознесенский кафедральный собор вновь был освящен. В результате ремонта храм внутри был обтянут парусиной и окрашен. Придел был покрыт листовым железом. Трапезная, алтарь и крыша Вознесенского храма по-прежнему были деревянными.

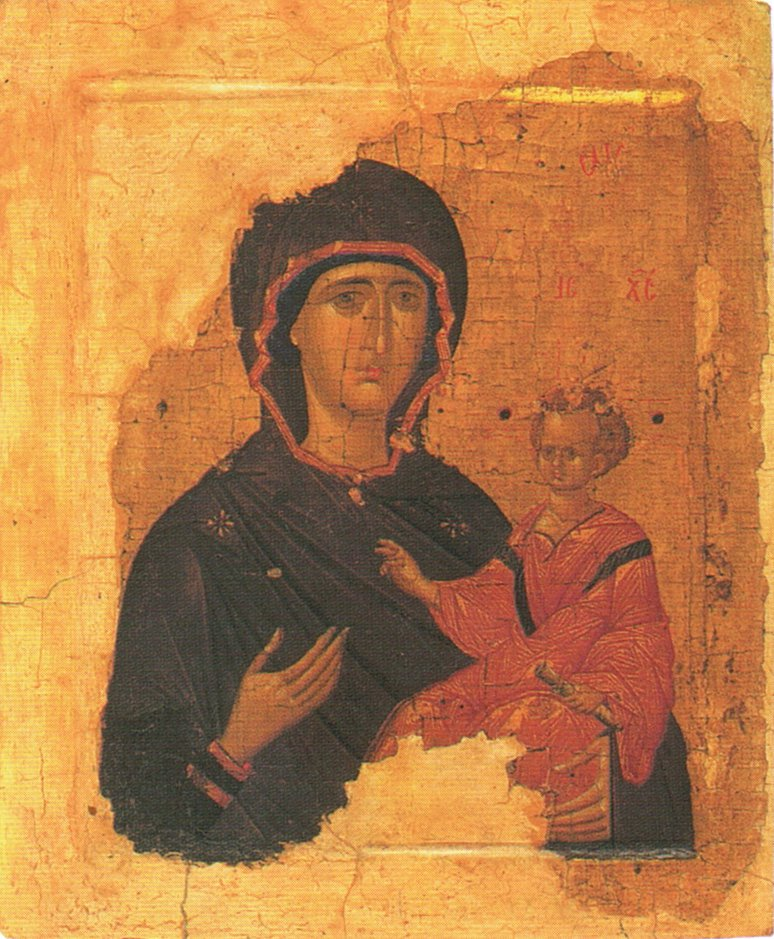
Икона Божией Матери «Одигитрия». Первая четверь XV века Византия

Таким деревянный собор просуществовал до 1848 года, после чего началась его перестройка. В 1849 году, после перестройки, деревянный Вознесенский кафедральный собор был освящён. Перестройка заключалась в обшивании храма тесом, покрытии его листовым железом, установке войсковых часов. В деревянном соборе устроили два престола: главный во имя Вознесения Господня, освященный 11 мая 1849 года Донским Архипастырем Иоанном (похоронен в усыпальнице каменного Войскового Вознесенского кафедрального собора) и придельный — в честь иконы Божией Матери Одигитрии. Придел был освящен 12 июня 1849 года протоиереем С. Салтыковым.
В Вознесенском соборе в эти годы были две деревянные колокольни. На одной висело несколько небольших колоколов, на другой на столбах висел один большой старинный колокол. В 1854 года на средства прихожан и жены Наказного Атамана Екатерины Михайловны Хомутовой к деревянному собору пристроили северный придел во имя Воскресения Христова. Придел был освящён 16 августа 1854 года Архиепископом Донским и Новочеркасским. В августе 1872 года обе колокольни разобрали, колокола перенесли на колокольню строящегося 2-го варианта каменного Вознесенского собора.
С 1877 по 1889 год деревянное соборное здание несколько раз перестраивалось. Был расширен главный алтарь, приделы и притворы, из южного придела была сделана ризница, однако в 1892 году южный придел восстановили. 15 августа 1892 года его освятил Преосвященный Иоанн, Епископ Аксайский. Храм имел шесть входов, на нём возвышалось семь позолоченных глав с позолоченными металлическими крестами. Стены собора были выкрашены краской телесного цвета, внутри собор был обтянут парусиной и окрашен бело-голубой краской. Четыре дубовых столба поддерживали его купол. Над западными вратами были сделаны церковные хоры.
С течением времени деревянный быстро ветшал, у него отсутствовала церковная ограда. В 1881 году возле деревянного собора устроили кирпичную колокольню. Кирпич на ее строительство взяли из обрушившегося второго варианта каменного Вознесенского собора. В 1901 году каменную колокольню разобрали, а колокола перед этим перенесли в колокольню строящегося третьего варианта каменного Войскового Вознесенского кафедрального собора.
В 1904 году деревянный Войсковой Вознесенский кафедральный собор был закрыт и разобран, поскольку рядом с ним закончилось строительство третьего варианта каменного Войскового Вознесенского кафедрального собора.